# (3644) Kojitaku
(3644) Kojitaku – planetoida z pasa głównego asteroid okrążająca Słońce w ciągu 3 lat i 136 dni w średniej odległości 2,25 au Została odkryta 5 października 1931 roku w Landessternwarte Heidelberg-Königstuhl w Heidelbergu przez Karla Reinmutha. Nazwa planetoidy pochodzi od Takuo Kojimy, japońskiego astronoma. Przed nadaniem nazwy planetoida nosiła oznaczenie tymczasowe (3644) 1931 TW.